# Sphenomorphus neuhaussi
Espèce
Synonymes
- Lygosoma neuhaussi Vogt, 1911

Sphenomorphus neuhaussi est une espèce de sauriens de la famille des Scincidae.

## Répartition
Cette espèce est endémique de Papouasie-Nouvelle-Guinée. Elle se rencontre aussi dans l'archipel Bismarck.

## Étymologie
Cette espèce est nommée en l'honneur de Richard Neuhauss (1855-1915).

## Publication originale
- Vogt, 1911 : Reptilien und Amphibien aus Kaiser-Wilhelmland. Sitzungsberichte der Gesellschaft Naturforschender Freunde zu Berlin, vol. 1911, p. 420-432 (texte intégral).